# 鹿児島市立和田小学校
鹿児島市立和田小学校（かごしましりつ わだしょうがっこう）は、鹿児島県鹿児島市和田二丁目にある公立小学校。

## 沿革
- 1903年（明治36年） - 谷山村森山尋常高等小学校の分校として和田尋常高等小学校を設置する[1]。
- 1941年（昭和16年） - 国民学校令施行に伴い、和田国民学校に改称[1]。
- 1947年（昭和22年） - 谷山町立和田小学校に改称し、同時に谷山町立第二中学校（現在の鹿児島市立和田中学校）を併設[1]。
- 1950年（昭和25年） - 谷山町立第二中学校が移転する。
- 1957年（昭和32年） - 谷山町が市制施行したのに伴い、谷山市立和田小学校に改称。
- 1967年（昭和42年） - 谷山市が鹿児島市と合併したのに伴い、鹿児島市立和田小学校に改称。
- 1979年（昭和54年） - 人口増加に伴い鹿児島市立錦江台小学校を分離する。

## 生徒数
以下の生徒数遷移表は『谷山市誌』744頁の記述より作成。
凡例
|  | 生徒数（人） |

| 1908年 | 701 |  |
| 1952年 | 908 |  |
| 1955年 | 815 |  |
| 1963年 | 738 |  |

## 通学区域
- 下福元町の一部
- 坂之上一丁目の全域及び、二、四、五丁目の一部
- 和田一丁目〜三丁目の全域
- 慈眼寺町の一部を除く全域
- 光山一丁目の全域
- 卸本町の一部
- 南栄四丁目から六丁目の全域
- 谷山港一丁目から三丁目の全域